# Nic na siłę
Nic na siłę – polska komedia romantyczna z 2024 roku w reżyserii Bartosza Prokopowicza i według scenariusza Katarzyny Golenii i Karoliny Frankowskiej.

## Produkcja
Zdjęcia do filmu były kręcone w woj. podlaskim w Ciechanowcu, Kaniukach, Ciełuszkach, Wiźnie, Surażu, Rutkach, Zabłudowie i we Wrocławiu w restauracji "La Maddalena" przy ul. Pomorskiej 1.

## Fabuła
Oliwka, uznana szefowa kuchni, prowadzi samotne życie w wielkim mieście. Pewnego dnia otrzymuje wiadomość o śmierci babci z Podlasia. Po przybyciu na miejsce okazuje się, że wszystko było ukartowane, aby sprowadzić ją z powrotem i skłonić do pomocy w ocaleniu rodzinnego gospodarstwa. Oliwka musi nauczyć się hodowli zwierząt i produkcji lokalnego sera przed zbliżającym się wiejskim jarmarkiem. Pomocną dłoń nieoczekiwanie wyciąga do niej miejscowy rolnik, Kuba, który z czasem okazuje się odpowiedzialnym za wszystkie problemy babci Oliwki - Haliny.

## Obsada
- Anna Szymańczyk – Oliwia Madej
- Anna Seniuk – Halina Madej
- Mateusz Janicki – Kuba Wolak
- Cezary Żak – Adam Wolak
- Artur Barciś – Jan Perzyna
- Filip Gurłacz – Wojtek Kurzak
- Paulina Holtz – Wieśka
- Piotr Rogucki – Zbyszek
- Michał Milowicz – Kucharz w karczmie
- Wojciech Błach – Szef Oliwii we Wrocławiu
- Mariusz Drężek – Pracownik restauracji we Wrocławiu
- Anna Jarosik-Trawińska – Agata
- Magdalena Smalara – Elka
- Paweł Koślik – Romek
- Sebastian Stankiewicz – Inwestor
- Mikołaj Cieślak – Inwestor
- Beata Kawka – Maryla
- Zuzanna Wieleba – Tola Wolak
- Iga Górecka – Kaśka
- Angelika Cegielska – Matylda Wasyl
- Mateusz Sacharzewski – Damian Wasyl
- Franciszka Pietr – Jagoda Wasyl
- Maksymilian Stuchlik – Damian Wasyl jr
- Maja Stuchlik – Aldonka Wasyl
- Adam Racki – Gospodarz[4]

## Pozostała ekipa filmowa
| Uposażenie techniczne      | Imię i nazwisko                                              |
| -------------------------- | ------------------------------------------------------------ |
| Casting (reżyseria obsady) | Viola Borcuch                                                |
| Zdjęcia lotnicze           | Filip Jurzyk Jakub Jakielaszek Dmytro Denisow Krystian Dąbek |
| Rekwizyty                  | Maciej Sikorski                                              |
| Charakteryzacja            | Magdalena Tarka                                              |
| Dźwięk                     | Rafał Lenart Tomasz Dukszta                                  |
| Ubezpieczenie filmu        | MAKonLine                                                    |
| Kierownictwo produkcji     | Mateusz Kuczyński                                            |
| Kierownictwo planu         | Daniel Stępiński                                             |
| Producent                  | Ewa Latkowska Marta Klin                                     |